# 箕輪城 (信濃国)
箕輪城（みのわじょう）は、長野県上伊那郡箕輪町にあった日本の城。町指定史跡。

## 概要
室町時代に箕輪氏の居城として築かれた。天文年間（1532年-1555年）には福与城の支城としての役割を果たしていた。なお史料上に登場する「箕輪城」は福与城のことであろうとする意見もある。
木下総蔵、福与城主藤沢頼親の養子・左衛門尉重時が城主であった。武田信玄の伊奈攻略により藤沢頼親は、伊奈の地を追われたが、天正10年（1582年）武田氏滅亡後、福与城に拠り旧領を回復しようとしたが、保科正直に攻められ滅亡したため、箕輪城も廃城になったと言われている。現在は、養泰寺の墓地に空堀などが残る。